# Marcel Nicolet
Marcel Nicolet, ab 1987 Baron Nicolet (* 26. Februar 1912 in Basse-Bodeux bei Lüttich, Ardennen, Belgien; † 8. Oktober 1996 in Uccle/Ukkel bei Brüssel) war ein belgischer Geo- und Astrophysiker.

## Leben
Er war der Sohn des Brauers Alfred Nicolet und der Léopoldine Vauchel.
Nicolet begann zunächst ein Studium der altgriechischen, lateinischen und französischen Literatur. Im Jahr 1930 entschloss er sich aber für ein Mathematik-Studium an der Université de Liège. Dort machte er 1934 seinen Master in Physik, wurde 1937 zum Ph.D. promoviert und habilitierte sich später. Im Jahr 1934 ging er als Assistent an das Institut royal météorologique de Belgique (IRM) und wurde dort später Leiter des Department of Radiation (Abteilung für Thermodynamik). Seit 1976 war er Leiter des Belgischen Instituts für Weltraum-Aeronomie in Brüssel.
Er stellte 1945 eine frühe Theorie über die Entstehung der Schichten der irdischen Ionosphäre auf. In den Jahren 1957 bis 1958 war er Generalsekretär des Leitungsgremiums für das Internationale Geophysikalische Jahr, der weltweit bedeutendsten Forschungsinitiative des 20. Jahrhunderts. Der belgische König Baudouin I. erhob ihn deshalb 1987 in den belgischen erblichen Adelsstand eines Barons. In Anbetracht seiner Leistung wurde er Mitglied der wissenschaftlichen Akademien von Belgien, Frankreich (Académie des sciences) und USA und erhielt die Preise/Medaillen Guggenheim (1963), die von der Smithsonian Institution vergebene Hopkins-Medaille (1965) und die William Bowie Medaille (1985).
Nicolet heiratete am 21. September 1938 in Fossé Alice Delvenne.

## Mitgliedschaften
Er war Mitglied der Königlichen Akademie der Wissenschaften und Schönen Künste von Belgien, der US-amerikanischen National Academy of Sciences (1972) und Fellow der britischen Royal Astronomical Society. Ein ausführliches Interview in WMO Bulletin (1990) gibt einen genauen Überblick über seinen wissenschaftlichen Werdegang und seinen Platz in der Geschichte des Internationalen Wissenschaftsrates, dessen Mitglied er ebenfalls war.